# Микиша, Тарас Михайлович
Тарас Михайлович Микиша (укр. Тарас Михайлович Микиша, нем. Taras Mykyscha; 2 февраля 1913, Приймовка, Лубенский уезд Полтавской губернии, ныне Украина — 14 марта 1958, Буэнос-Айрес, Аргентина) — украинский пианист и композитор. Сын певца Михаила Микиши.
С ранних лет учился музыке в Киеве у Филиппа Козицкого (теория), Григория Любомирского и Веры Симхович (фортепиано). В 1923 году, в связи с переходом отца в труппу Большого театра, продолжил обучение в Москве у Болеслава Яворского, оказавшего на него особое влияние и как теоретик, и в направлении национально ориентированного образа мыслей. В 1927 году вместе с матерью выехал в Австрию и поступил в Венскую музыкальную академию в подготовительный класс фортепиано Йозефа Сафира (1859—1940), затем в класс Йозефа Майера. Занимался также композицией у Йозефа Маркса. С 1930 года учился также в отпочковавшейся от академии Высшей профессиональной школе музыки и театра (класс Пауля Вайнгартена).
В 1932 году гастролировал во Львове, получив одобрительную рецензию Василия Барвинского. В 1933 году принял участие в международном конкурсе имени Ференца Листа в Будапеште и в Международном конкурсе пианистов в Вене, в обоих случаях заняв второе место (в Вене — разделив его с Дину Липатти). Мировая пресса много писала в связи с этим о Микише, в зависимости от политических симпатий называя его или украинским пианистом, или советским. После конкурсного успеха дал большие концерты в Австрии и Венгрии, в 1934 году гастролировал в Нидерландах и Швеции. В том же году отказался от советского гражданства и вскоре стал гражданином Австрии. В годы Второй мировой войны концертировал в Берлине, Бреслау, Зальцбурге, Вене. В 1946 году покинул Австрию и перебрался в Париж. В 1947 году выехал на гастроли в Южную Америку и остался жить в Аргентине, где давал частные уроки. В 1953 году выступил с двумя последними концертами для украинского землячества.
В 1930-е и затем вновь в 1950-е гг. занимался также композицией. Сочинил фортепианный и скрипичный концерты, концерт для двух фортепиано с оркестром, квинтет для кларнета и струнных, фортепианное трио, значительное количество фортепианных пьес, в числе которых «Украинская рапсодия» (1942), «Украинская фантазия» (1955), «Украинская поэма», Фантазия на украинские народные темы, Вариации на тему чумацкой песни «Ой, у поли криниченька», а также шесть сонат и т. д. Практически все произведения Микиши остались неизданными.